# Picus (mythologie)

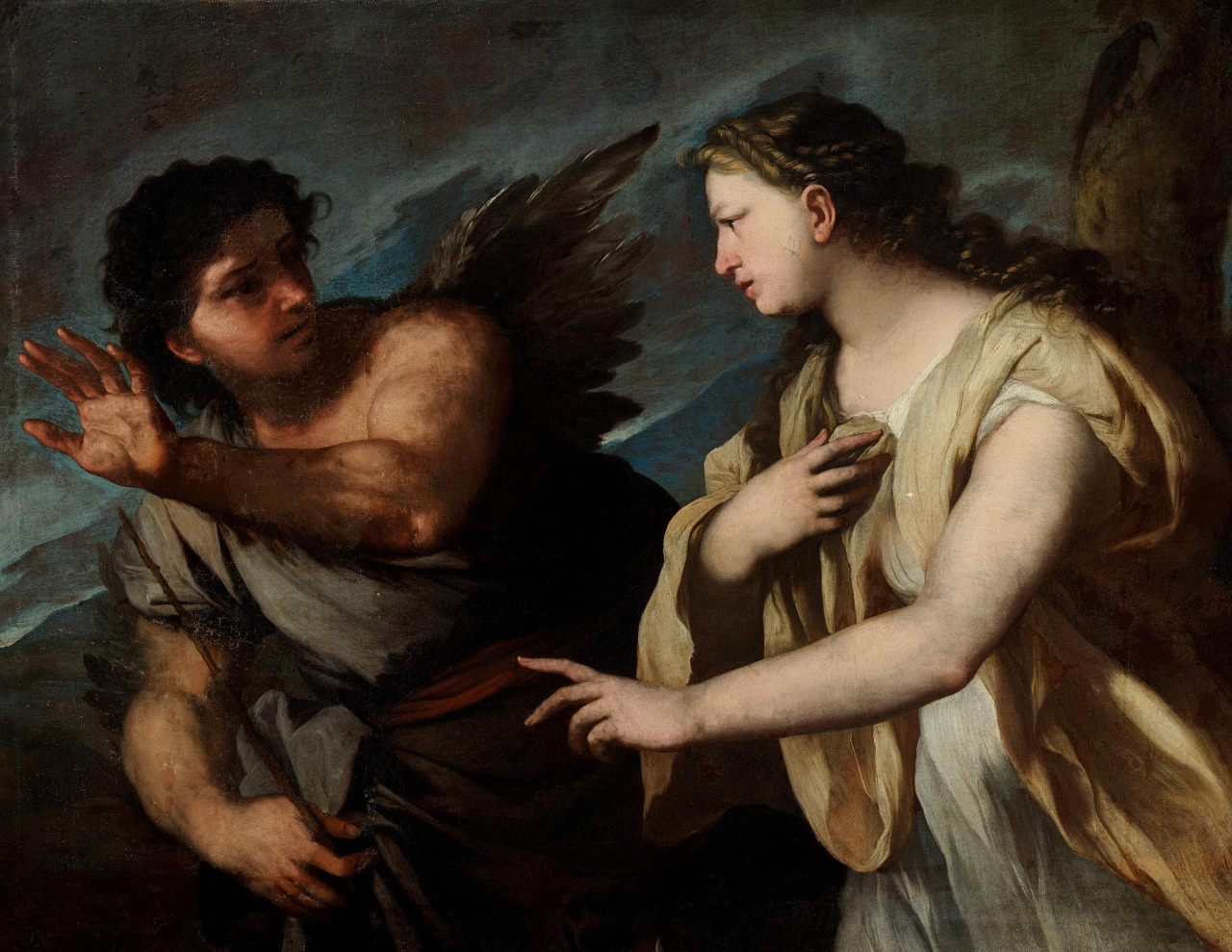
Picus

Picus (Latijn: "specht") wordt in de Romeinse mythologie genoemd als eerste koning van Latium en beschermer van de landbouw.
Hij was een zoon van de landbouwgod Saturnus. Picus werd door Circe in een specht veranderd omdat hij haar liefde afwees.
Ovidius beschrijft zijn geschiedenis in zijn Metamorfosen (XIV,308-434). Tevens is er een korte referentie naar Picus bij Vergilius (Aeneis VII,48).